# Radiographie
Pour les articles homonymes, voir Radio.

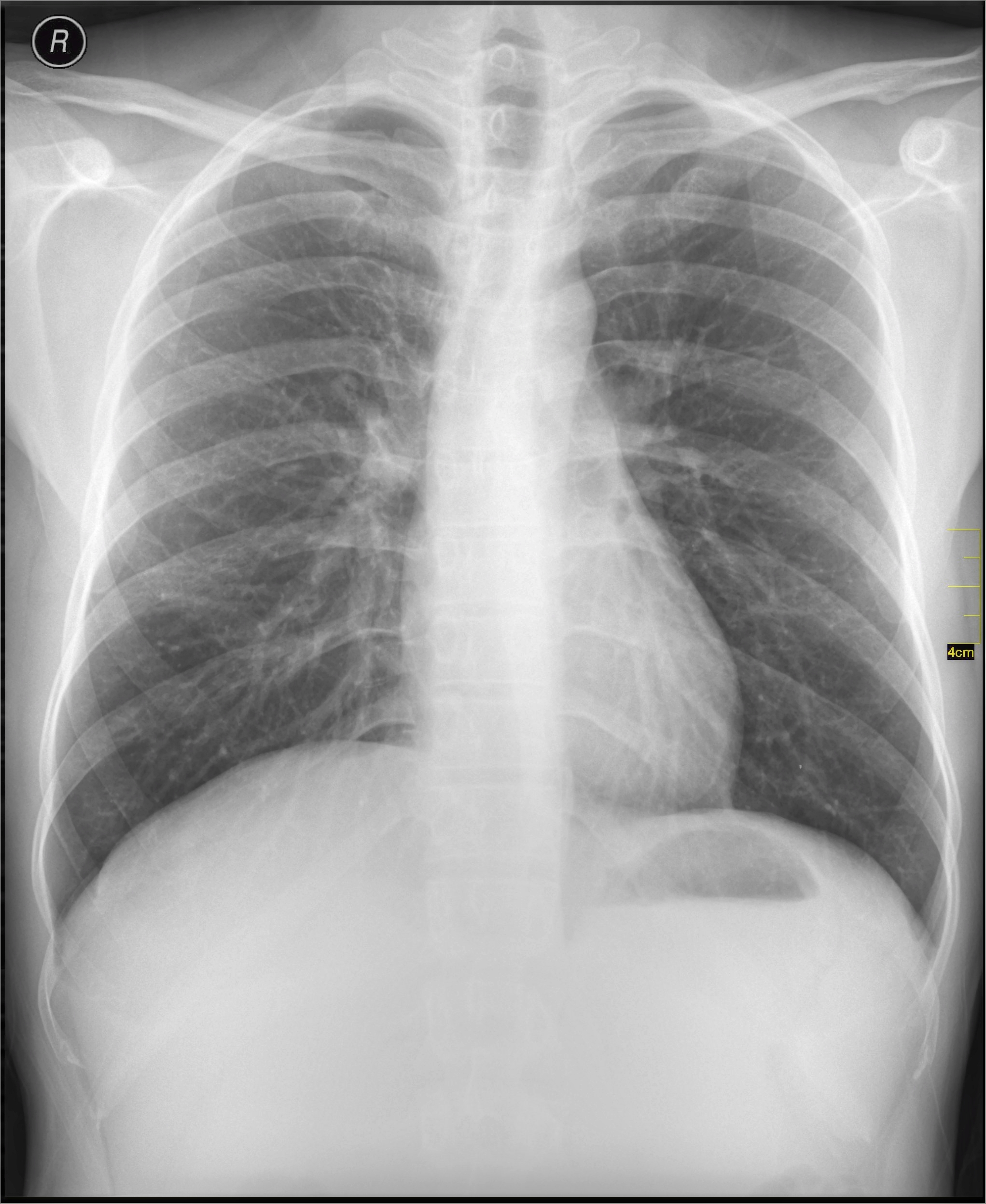
Radiographie pulmonaire numérisée.

La radiographie est une technique d'imagerie de transmission, par rayons X dans le cadre de la radiographie X, ou par rayons gamma en gammagraphie. 
Les rayons X sont des ondes électromagnétiques de hautes fréquences de l'ordre de 1016 Hz à 1020 Hz et qui pénètrent la matière condensée (solides et liquides). Elle permet d'obtenir un cliché dont le contraste dépend à la fois de l'épaisseur et du coefficient d'atténuation des structures traversées.
Par extension, l'image obtenue et son support portent aussi le nom de « radiographie ». L'abréviation du terme radiographie est fréquemment employée, on parle alors de « radio » par apocope.
La radiographie est utilisée en radiologie médicale, en radiologie industrielle et en radiothérapie. La radiographie standard correspond à la radiographie d'une région d'intérêt dont la réalisation obéit à un protocole reconnu de manière internationale,.
La radiographie s'oppose à l'autoradiographie qui est une technique d'imagerie d'émission. 

Les radiographies argentiques se lisent idéalement sur un négatoscope.

## Histoire

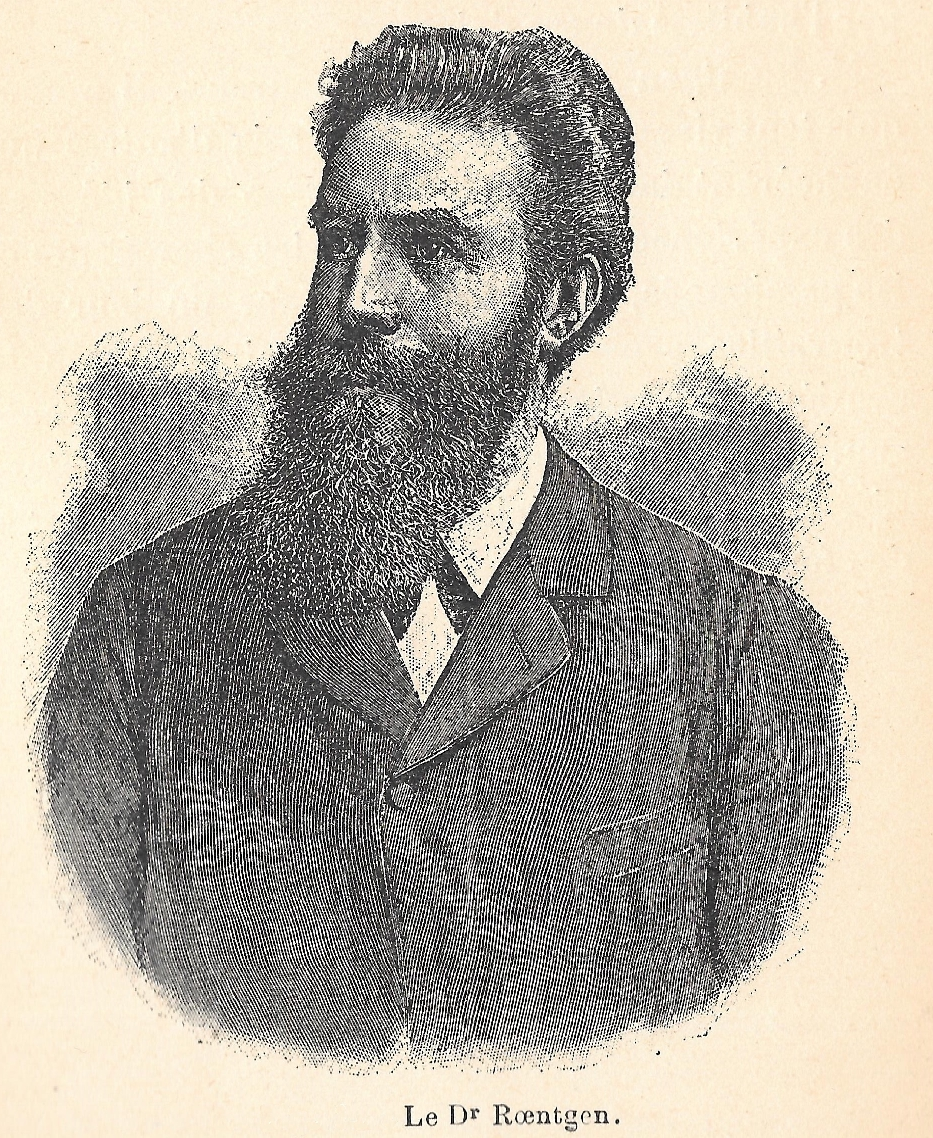
Portrait du Docteur Röntgen.
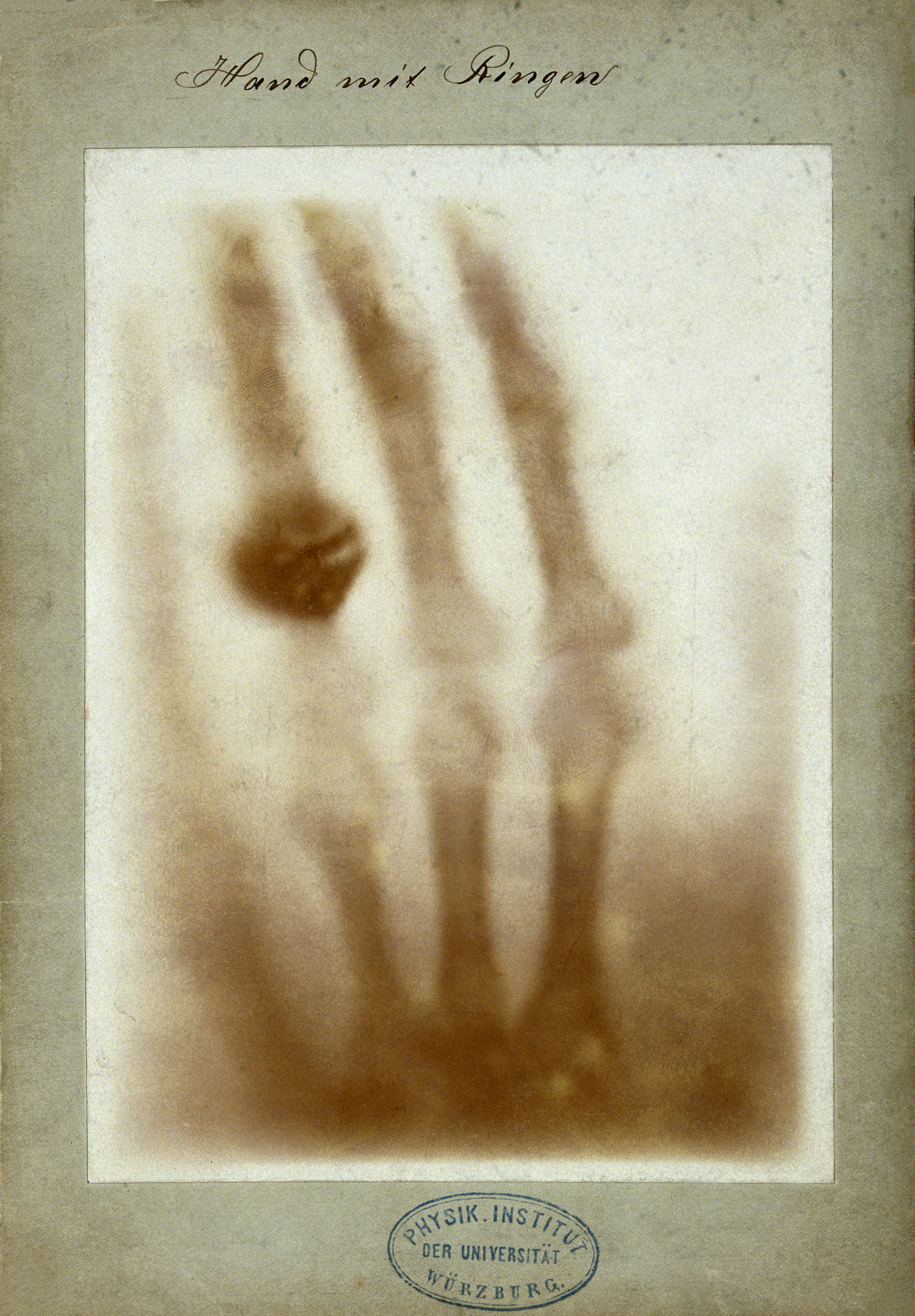
Photographie de la première radiographie de l'histoire prise le 22 décembre 1895 sur la main d'Anna Bertha Röntgen, la femme du découvreur des rayons X.
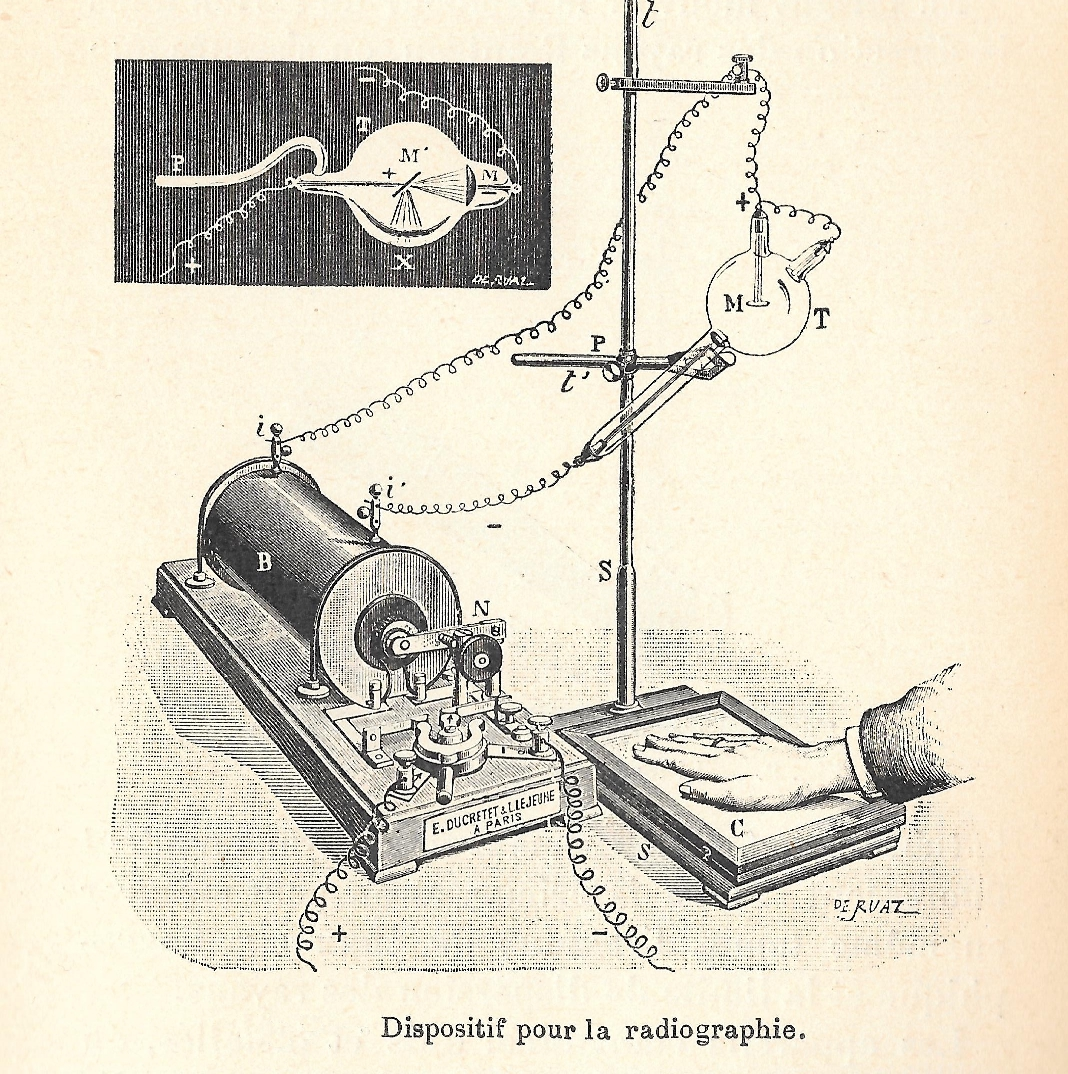
Dispositif pour la radiographie (vers 1900)
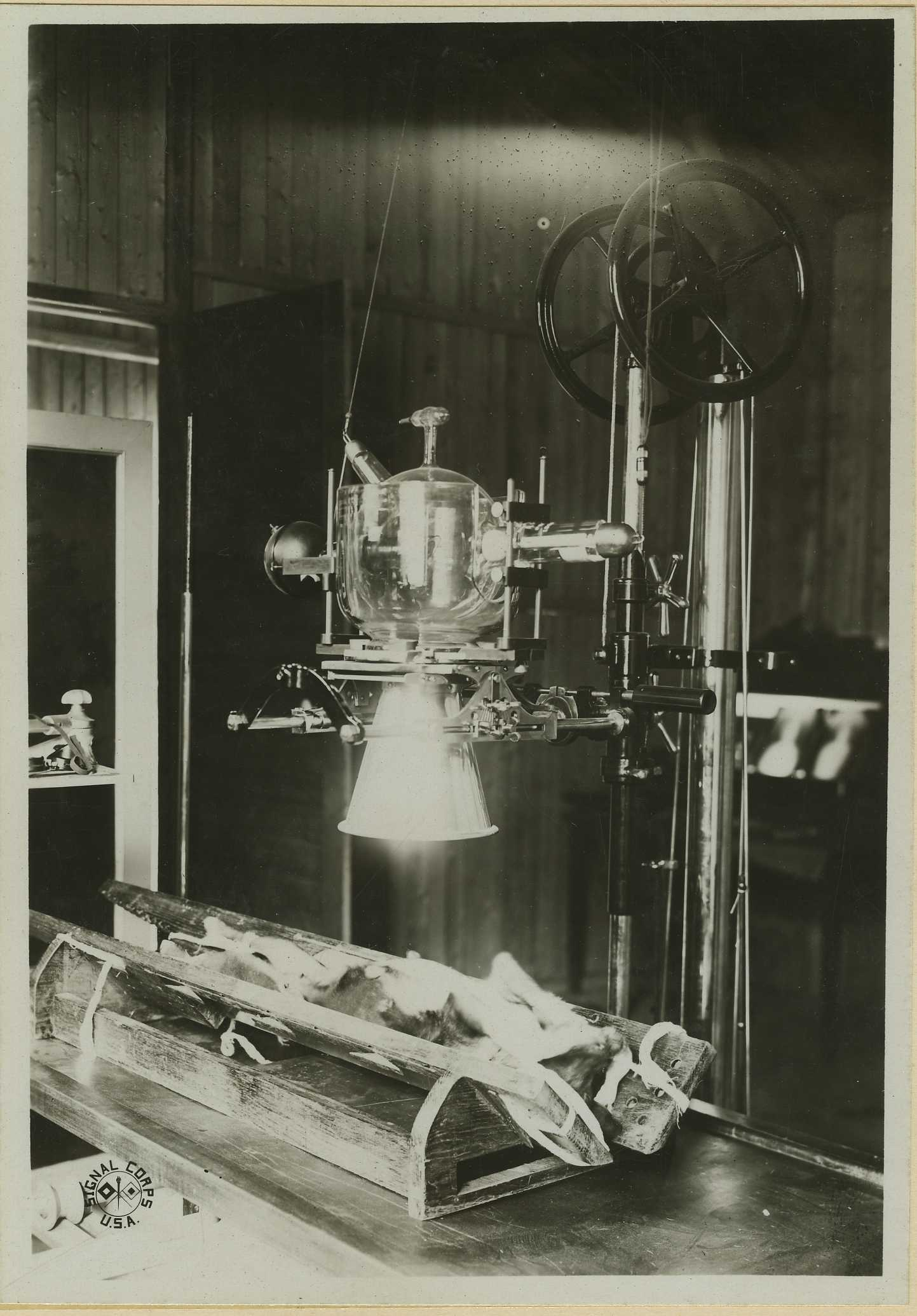
Cabinet de radiographie vétérinaire du Laboratoire central vétérinaire de Dijon (ici le 9 juin 1918, avec un chien allongé sur le plateau).
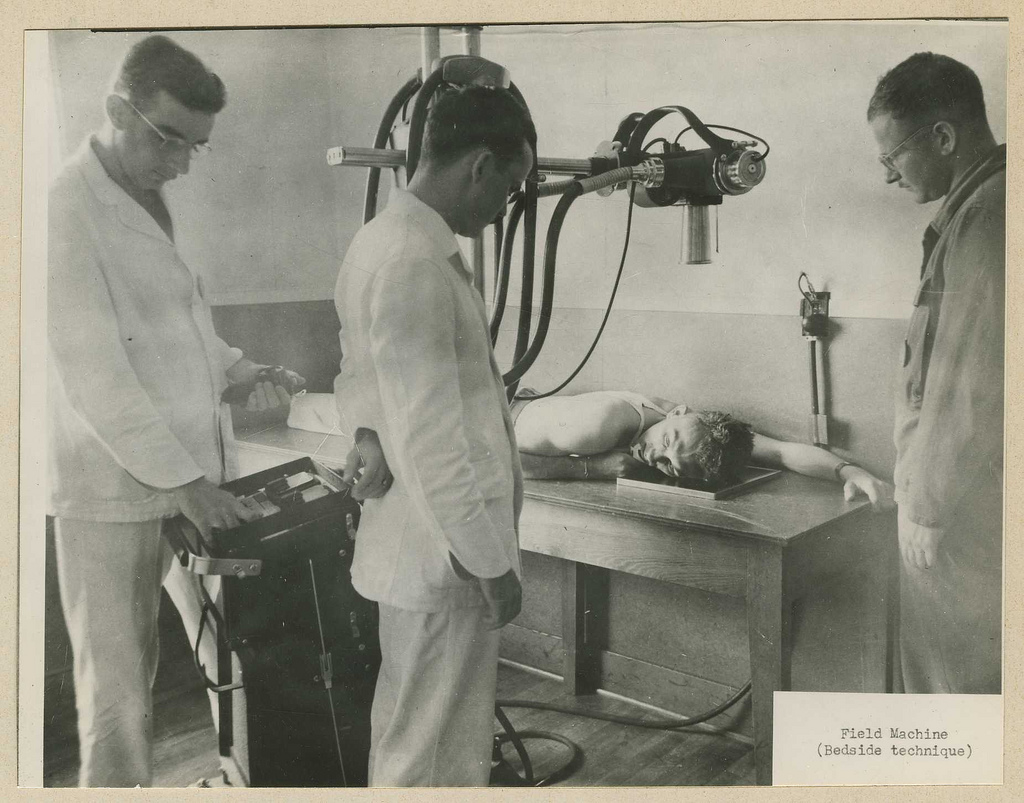
Équipement de radiographie de terrain, dit « Bedside technique » [Seconde Guerre mondiale]

Les progrès scientifiques du XIXe siècle amenèrent tout d'abord à la découverte de sources lumineuses très intenses, comme la lumière oxhydrique ou celle émise par la combustion du magnésium. Il devint alors possible pour la première fois de voir à travers le corps, grâce à la transmission de telles lumières. Le docteur Richarson s'en servit pour étudier les mouvements du cœur, ce qui était désormais réalisable sans dissection, simplement en observant son ombre. Mais du fait des propriétés trop peu pénétrantes des rayonnements de la lumière visible, cette technique ne pouvait être effectuée que sur des sujets très jeunes, avec une poitrine de faible épaisseur.
C'est surtout la découverte des rayons X, réalisée en 1895 par Wilhelm Röntgen, qui marqua réellement le commencement de l'imagerie de transmission. Ce scientifique allemand, éminent professeur de physique, étudiait à l'époque les rayons cathodiques à l'aide d'un tube de Crookes. En même temps qu'il utilisait cet instrument, il s'aperçut que cela provoquait la fluorescence d'un écran de platino-cyanure de baryum, placé pourtant à deux mètres du tube. Il en conclut qu'un autre type de rayonnement, encore inconnu, provoquait ce phénomène. Il le baptisa de la lettre symbolisant l'inconnue en mathématique, le rayon X.
Afin d'étudier les propriétés de ce nouveau rayonnement, Röntgen plaça divers objets entre le tube et l'écran : du papier, du verre, du plomb, du platine. Il constata que les rayons X étaient extrêmement pénétrants, mais avaient la propriété d'interagir avec la matière, d'autant plus s'il s'agissait d'une matière très dense comme le plomb. Il remarqua également que les rayons X étaient capables d'impressionner des plaques photographiques, tout comme la lumière visible. Ainsi, il eut l'idée de réaliser la toute première radiographie de l'histoire, celle de la main de son épouse, Anna Bertha Röntgen.
À la publication de sa découverte, ce fut une révolution presque instantanée puisque les premiers services de radiologie ouvrirent au début de l'année 1896 ; en 1897 en France grâce à Antoine Béclère. Pour sa découverte, Röntgen reçut le tout premier prix Nobel de physique en 1901. Dans l'intérêt de la médecine, il ne déposa pas de brevet sur sa découverte. Au début du XXe siècle et jusque dans les années 1920, la radiographie se développa considérablement et pas uniquement en médecine. Elle devint une attraction que l'on proposait dans les foires, ou une façon de connaître sa pointure dans les magasins de chaussures. Quand on s'aperçut de la dangerosité des rayonnements ionisants à forte dose, elles furent fortement diminuées et l'exposition à ces radiations fut réservée aux patients pouvant en tirer un avantage diagnostique ou thérapeutique.
Depuis cette prise de conscience, les techniques et les appareils de radiographie n'ont cessé de se perfectionner, que ce soit au niveau du générateur de rayons X, des systèmes de détection, ou des instruments additionnels utilisés. Cette optimisation a pour but de diminuer au maximum la dose délivrée tout en gardant une qualité d'image radiographique permettant un diagnostic efficace.

## Production des rayonnements
Pour la production des rayons X, un transformateur haute tension est nécessaire pour transformer la tension du fournisseur d'électricité de l'ordre de 100 V, en une tension électrique de l'ordre de 100 kV. De plus, la haute tension alternative est transformée en une haute tension continue à l'aide d'un pont de diodes.

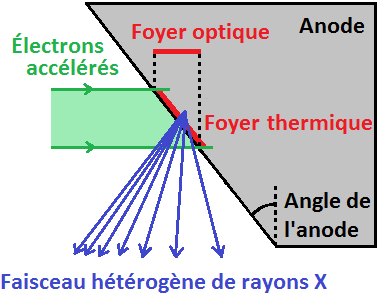
Illustration de l'effet talon lors de la production des rayons X.

Les rayons X sont produits par un tube à rayons X. C'est un tube sous vide composé d'un filament chauffé alimenté par le courant continu de haute tension. L'intensité de ce courant (en mA) multipliée par le temps de pose (durée d'application du courant en s), sera directement lié au nombre de photons produits. En radiologie, ce paramètre correspond à la charge du tube en mAs. La haute tension est appliquée entre ce filament (cathode) et une cible (anode). Les électrons sont accélérés par cette tension et viennent bombarder l'anode. Celle-ci est composée d'un élément de fort numéro atomique afin de privilégier les interactions par rayonnement de freinage. Ces interactions électroniques produisent un spectre continu de rayons X dont l'énergie maximum correspond à l'énergie cinétique des électrons, donc à la tension appliquée. En médecine, on parle ainsi de kilovoltage (kV) pour qualifier le spectre en énergie des rayons X utilisés. Mais la plus grande part de l'énergie cinétique des électrons est convertie en chaleur au niveau du foyer thermique ce qui peut contribuer à le détériorer malgré le système de refroidissement. Pour cela, l'anode est souvent constituée d'un grand et d'un petit foyer. Le grand foyer a l'avantage de mieux dissiper la chaleur lors de clichés nécessitant beaucoup de mAs mais est à l'origine d'un plus grand flou géométrique au niveau de l'image. Tous ces paramètres sont réglables au niveau du pupitre de commande : kilovoltage, milliampères, temps de pose, taille du foyer. Un posemètre peut être placé en amont du détecteur de façon à asservir le temps de pose voire les milliampères. Il est réglé de façon que le détecteur reçoive la quantité optimale de photons, en prenant en compte les contraintes de radioprotection du patient.
Les rayons X sont produits au niveau du foyer de l'anode dans toutes les directions. Mais du fait de l'angle de l'anode, davantage de photons sont transmis selon une direction perpendiculaire au foyer thermique que selon les autres directions. Cela est dû au fait que les photons produits dans la cible ont une plus grande distance à traverser pour en sortir s'ils sont émis dans des directions quasi parallèles au foyer thermique, ils sont alors plus atténués. Ce phénomène, appelé effet talon, conduit à une légère hétérogénéité du faisceau de rayons X. Le tube est blindé de façon à ne laisser sortir les rayons X qu'au niveau de la fenêtre de sortie, seule partie non blindée du tube. Néanmoins, les rayons X doivent traverser les parois du tube sous vide et le circuit de refroidissement de l'anode. Cette filtration inhérente modifie le spectre de rayons X car les photons de basse énergie sont davantage atténués. Un filtre additionnel, souvent en aluminium, est utilisé en radiologie pour davantage encore filtrer les rayons X de basse énergie qui exposeront inutilement le patient sans contribuer à l'image. Un diaphragme est utilisé pour donner une forme rectangulaire de taille réglable au faisceau de rayons X. Il est également possible de se servir d'un cône localisateur pour lui donner une forme circulaire. Un cas particulier est celui de l'Imagerie volumétrique par faisceau conique (ou Cône beam) qui grâce à une projection conique du rayonnement produit une image précise des tissus minéralisés (dents, cartilages, os) de la tête ou de petites parties du corps (poignets, chevilles) ou de la dispersion d'un produit de contraste avec possibilité de constituer un modèle 3D de la partie du corps observée.
En radiothérapie, des radiographies appelées images portales sont effectuées à l'aide des accélérateurs linéaires d'électrons produisant des rayons X jusqu'à 25 MV.
Certaines radiographies industrielles de pièces métalliques d'épaisseur importante ne peuvent être réalisées qu'avec des photons de haute énergie, parfois de l'ordre du MeV. Les installations nécessaires à la production de rayons X de telles énergies sont encombrantes, les rayons gamma sont alors préférés. Les intervenants peuvent ainsi se déplacer en entreprise apportant avec eux un projecteur de source gamma pour réaliser des gammagraphies.

## Formation de l'image radiographique

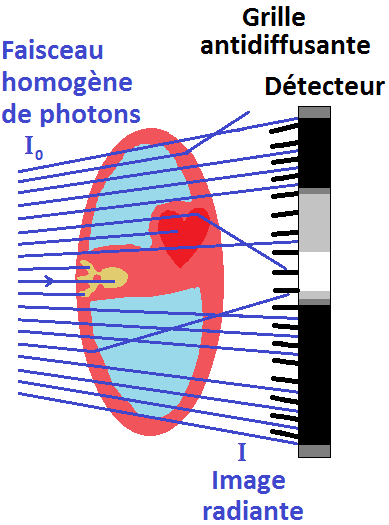
L'atténuation des photons lors d'une radiographie dépend des structures traversées. Les photons diffusés sont atténués par la grille antidiffusante avant d'atteindre le détecteur.

Les informations provenant des différentes structures traversées par le faisceau de rayonnements sont projetées sur un même plan pour former l'image. Par conséquent, il est souvent nécessaire de réaliser deux projections, à différentes incidences, pour pouvoir localiser une structure dans les trois dimensions de l'espace. Par exemple, en médecine, il s'agit fréquemment d'incidences de face et de profil. La loi d'atténuation des photons explique l'atténuation différentielle du faisceau à travers différentes structures, ce qui est à l'origine du contraste radiographique.
{\displaystyle I=I_{0}\cdot e^{-{\int _{x_{0}}^{x_{max}}\mu (Z(x),E)\,\mathrm {d} x}}}
L'objet à radiographier, placé entre les positions {\displaystyle x_{0}} et {\displaystyle x_{max}}, à distance de la source pour que l'on puisse considérer qu'il est soumis à faisceau homogène {\displaystyle I_{0}} de photons X ou gamma. Au fur et à mesure que le faisceau de photons traverse l'objet, il est atténué en fonction de l'épaisseur {\displaystyle dx} traversée et du coefficient d'atténuation {\displaystyle \mu }. Ce coefficient d'atténuation dépend de l'énergie {\displaystyle E} du photon et du numéro atomique Z de la structure rencontrée à la profondeur {\displaystyle x}. L'organisme humain possède des tissus comme les os, très opaques aux photons, possédant donc un coefficient d'atténuation très élevé. Cela vient du fait que le tissu osseux est composé d'éléments de numéro atomique élevé comme le calcium. Le corps est aussi composé de tissus mous, peu opaques aux rayons X. Parmi eux, on différencie les organes de densité hydrique car composés essentiellement d'eau (muscles, foie) des densités graisseuses dont le coefficient d'atténuation est légèrement plus faible. Enfin, le poumon étant essentiellement composé d'air, il est qualifié d'organe de densité aérique. En effet le tissu pulmonaire, comme l'air, laisse passer la quasi-totalité des rayonnements. À la sortie du patient, le faisceau de photons n'est plus homogène mais est caractéristique des tissus traversés, on parle d'image radiante {\displaystyle I}. Ces photons interagissent avec le détecteur, y déposant une énergie représentative des tissus traversés. Selon le mode de fonctionnement du détecteur, cette énergie sera utilisée pour produire l'image. La forte différence de coefficient d'atténuation entre les os et les autres tissus, crée un fort contraste de l'image, ce qui fait des rayons X un excellent outil d'imagerie osseuse. Pour obtenir une image d'organes n'ayant pas une densité spécifique, il est possible d'apporter in situ un produit de contraste de forte densité. C'est le cas pour l'imagerie des vaisseaux (injection intraveineuse d'iode), pour l'imagerie du système digestif (ingestion ou injection de baryte, à base de baryum), pour l'imagerie des articulations, ou arthroscopie (injection intra-articulaire d'iode) ou encore par exemple pour l'imagerie du système de reproduction de la femme, ou hystéroscopie (injection d'iode).
L'atténuation des photons en radiologie médicale provient essentiellement de deux types d'interactions : l'effet photoélectrique et la diffusion Compton. Lors d'une radiographie, en l'absence de diffusion Compton, les photons sont soit transmis à travers le patient soit absorbés par effet photoélectrique, en fonction des tissus traversés. Sur un grand nombre de photons incidents, le contraste de l'image est alors idéal. En pratique, certains photons sont diffusés par effet Compton, ils changent donc de trajectoire et peuvent ainsi interagir sur une zone du détecteur pour laquelle ils ne sont pas représentatifs des tissus traversés. Les photons diffusés diminuent donc la qualité de l'image. Pour pallier cette détérioration de l'image radiante, on utilise dans certaines conditions une grille antidiffusante ou la technique air-gap (voir plus bas : Qualité de l'image).

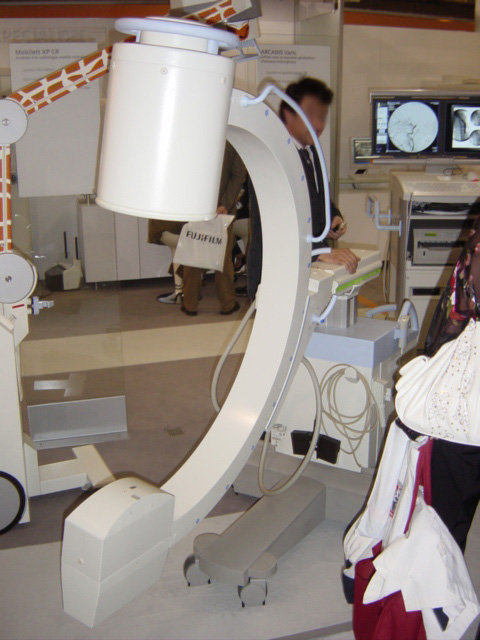
Amplificateur de luminance principalement utilisé pour l'imagerie vasculaire dynamique.

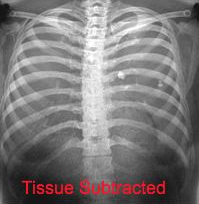
Radiographie avec « soustraction » des tissus (combinaison linéaire de deux images à différents niveaux d'énergie, combinée selon un coefficient qui rend les tissus mous invisibles).

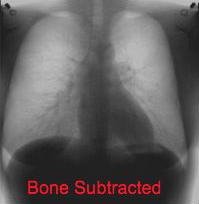
Idem, avec « soustraction » des os (combinaison linéaire de deux images à différents niveaux d'énergie, combinée selon un coefficient qui rend l'os invisible).

## Systèmes de détection
Dans certains systèmes dits indirects, l'information relative à l'exposition du détecteur aux photons est contenue sous forme d'une image latente (virtuelle). Celui-ci doit subir une opération spécifique afin de transformer cette image latente en une image réelle. Des systèmes directs, plus modernes, permettent de transformer instantanément l'information reçue par le détecteur en image. Chaque détecteur est caractérisé par sa courbe sensitométrique, qui définit l'exposition du détecteur nécessaire à l'obtention d'un certain niveau de gris sur l'image.

### Couple écran-film
La radiographie analogique utilise comme détecteur le couple écran-film. Le film photographique fut le premier détecteur à être utilisé en radiographie, dès la découverte des rayons X. Il est sensible à la lumière et aux rayons X dans une moindre mesure. Il contient une émulsion contenant des cristaux d'halogénure d'argent (souvent de bromure d'argent). Ces cristaux, soumis aux photons, se dissocient en ions par effet photolytique créant ainsi une image latente. C'est donc un système d'imagerie indirect.
{\displaystyle AgBr+photon\rightarrow Ag^{+}+Br^{-}}
L'image latente est transformée en image réelle après plusieurs étapes se déroulant dans l'obscurité ou sous une lumière inactinique. La révélation est réalisée en plongeant le film dans une solution basique qui réduit les ions argent positifs en argent métallique. La fixation de l'image est obtenue en plongeant le film dans une solution acide permettant de stopper ces réactions de réduction. Après lavage et rinçage du film pour éliminer les différents réactifs, les zones du film les plus irradiées contiennent l'argent métallique et sont les plus opaques à la lumière. Les zones non-irradiées du film sont transparentes et apparaissent blanches si on le place sur un négatoscope. Avec l'arrivée des nouveaux détecteurs, cette habitude a été conservée. Ainsi, en radiographie, les images sont présentées de façon que les zones les plus exposées soient noires et les zones les moins exposées soient blanches.
Pour améliorer la sensibilité du film aux rayonnements très pénétrants que sont les rayons X ou gamma, il est couplé à des écrans renforçateurs, disposés de part et d'autre du film. Ils sont constitués de sels fluorescents qui convertissent les rayons X en photons lumineux. Le couple écran film est disposé à l'abri de la lumière, dans une cassette qui est placée derrière l'objet à radiographier. Le couple écran-film possède une courbe sensitométrique d'allure sigmoïde ce qui oblige à exposer ce détecteur à une quantité précise de photons (latitude d'exposition) pour obtenir un contraste satisfaisant.
Le couple-écran film, seul détecteur analogique, est resté longtemps une référence en radiographie du fait de son excellente résolution spatiale et de sa bonne sensibilité. Néanmoins, il est de moins en moins utilisé, au profit des systèmes de détection numériques qui permettent de délivrer des doses moins importantes au patient tout en conservant une qualité d'image suffisante à un diagnostic.

### Écran radioluminescent à mémoire
La radiographie informatisée ou Computed Radiography (CR) utilise comme système de détection l'écran radioluminescent à mémoire (ERLM). Le film est alors remplacé dans la cassette par un ERLM, c'est-à-dire un écran au phosphore. L'image latente obtenue est alors activée par un balayage laser et numérisée à l'aide d'un scanner spécial.

### Capteur plan
La radiographie numérique directe ou Direct Radiography (DR) utilise comme détecteur le capteur plan (diodes assurant la conversion directe lisible par circuit électronique), dernier cri de l'imagerie médicale directe. Dans ce dernier cas, l'image générée par les rayons X au niveau de la couche d'iodure de césium est transformée en signaux électriques par une matrice de photo-transistors (2 048 × 1 536 pixels pour une surface de détection de 40 × 30 cm) qui a l'avantage de ne présenter aucune distorsion géométrique (effet coussin) contrairement aux amplificateurs de luminance qui utilisent des lentilles / miroirs pour focaliser l'image sur le capteur. De plus, le faible poids et l'encombrement réduit de ces équipements de dernière génération permettent leur intégration dans le matériel de radiothérapie, autorisant entre autres le positionnement précis du patient sur la table de traitement grâce à un logiciel spécifique comparant les images obtenues en temps réel (pas de développement de film) avec des images de références prises lors de la planification du traitement.

### Amplificateur de brillance
L'amplificateur de brillance est, en radiologie, utilisé dans divers domaines, tant en radiographie dite conventionnelle qu'en radiologie interventionnelle.
Souvent abrégé « ampli de brillance » et parfois nommé « tube intensificateur d'image », cet appareil permet en plus de réaliser des radiographies, de suivre en temps réel l'image radiologique et donc de visualiser un mouvement ; ce que ne peuvent pas faire les systèmes à couple écran-film ou à écran radioluminescent à mémoire.
Dans une salle de radiologie, l'ampli de brillance est généralement placé sous la table d'examen et en face du tube à rayons X.

### Système EOS
Fondé sur des détecteurs à haute sensibilité, les chambres à fils, le système de radiographie biplane basse dose EOS utilise une faible dose de rayons X pour obtenir simultanément deux images orthogonales. Ces images peuvent ensuite servir à la reconstruction surfacique 3D de groupes osseux (colonne vertébrale, bassin et/ou membres inférieurs) à l'aide de logiciels spécialisés.

### Imagerie en champ sombre
Elle bénéficie de progrès récents fondés sur les interférences de rayons X observée grâce à des filtres en silicium et analysés par des modèles d'interférences pour déduire des données sur le contraste de phase qui révèle la qualité interne des matériaux (os, organes, tissus mous…) traversés par les rayons X, en fournissant des détails et nuances auparavant inaccessibles. Cette imagerie pourrait notamment améliorer la détection de l'ostéoporose et de certains cancers ou problèmes de calcification, et la mesure de leur gravité. La même méthode améliorera la détection des explosifs ou armes dans des bagages à main, comme des défauts ou corrosions de structures fonctionnelles (métallurgie, plasturgie…). Les chercheurs espèrent pouvoir rapidement adapter les équipements de radiographie existants dans les aéroports.

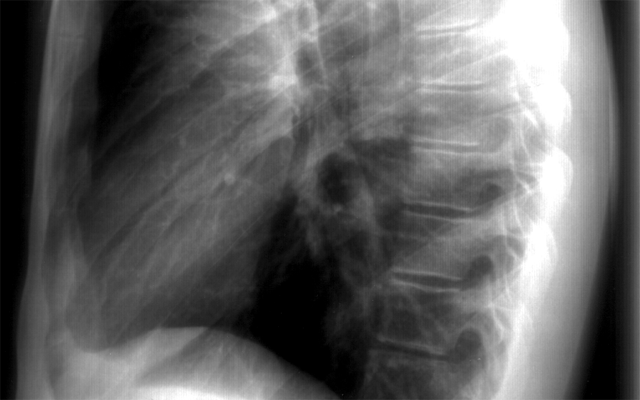
Radiographie du thorax de profil en inspiration sur film.

## Qualité de l'image
Les principaux critères de qualité d'une image radiographique sont le contraste, le grain et la netteté.
Le contraste de l'image radiante dépend du coefficient d'atténuation, l'épaisseur des structures rencontrées et de l'énergie des photons incidents. Les photons sont d'autant plus pénétrants qu'ils sont de forte énergie. Une augmentation du kilovoltage rend donc les photons plus pénétrants vis-à-vis de toutes les structures traversées, ce qui a pour effet de réduire le contraste. Une augmentation du kilovoltage à mAs fixes augmente la dose reçue au patient et la quantité de photons reçue par le détecteur. Mais accompagnée d'une diminution des mAs, une augmentation du kilovoltage permet de réduire la dose au patient tout en conservant la même quantité de signal au niveau du détecteur. Seul le contraste est affecté par cette optimisation de radioprotection. Le contraste est aussi détérioré par la présence de rayonnement diffusé. Minimiser la proportion de rayonnement diffusé est possible en réduisant le volume diffusant (en limitant le champ irradié avec les diaphragmes ou en limitant l'épaisseur traversée par compression), en utilisant une grille antidiffusante ou avec la technique air-gap. Le contraste final de l'image dépend également de la courbe sensitométrique du détecteur.
Le grain ou moutonnement ou bruit de l'image correspond à la non-uniformité de l'image lorsque le détecteur est directement irradié par un faisceau homogène de photons, il est alors possible d'observer des grains. Cela est lié à la fois au bruit quantique des photons arrivant au détecteur, à la distribution des éléments sensibles au sein du détecteur (cristaux de bromure d'argent pour les films) et à toute autre source de bruit de la chaîne de détection. Le bruit est souvent comparé à l'intensité du signal mesuré. Le rapport signal sur bruit est ainsi un indicateur de la qualité d'une image.
La netteté de l'image s'oppose au flou. On distingue plusieurs origines de flou : le flou du foyer (géométrique), le flou du détecteur et le flou cinétique. Le fait que le foyer optique ne soit pas ponctuel crée dans l'image un flou géométrique, dépendant des distances entre le foyer, l'objet visualisé et le détecteur. Le flou du détecteur est lié à la résolution spatiale du détecteur. Enfin, le flou cinétique est dépendant des mouvements entre la source, l'objet et le détecteur pendant la réalisation de la radiographie. En médecine, ce flou est lié aux mouvements fortuits ou physiologiques du patient. Afin de réduire au minimum ce flou, il est possible de diminuer le temps de pose. Un certain flou dû au rayonnement diffusé peut aussi être observé sur l'image sur les zones de transition entre différentes structures.
L'image radiographique, pour être interprétée, doit contenir des informations sur l'objet visualisé et les conditions dans lesquelles elle a été réalisée. Cela permet par exemple de pouvoir différencier la droite de la gauche sur l'image radiographique d'un objet symétrique. Avec l'arrivée de la radiologie numérique, l'image est devenue un fichier informatique, dans lequel toutes ces informations sont stockables. En médecine, la présence d'informations comme le nom du patient est une obligation médico-légale. Des normes ont donc été établies pour les systèmes d'information de radiologie (SIR) et les systèmes d'information hospitaliers (SIH). La plus utilisée est la norme DICOM qui est un modèle orienté objet pour le stockage et l'échange de données d'imagerie médicale.

## Applications
En imagerie médicale ou vétérinaire, la radiographie est utilisée pour le diagnostic de diverses pathologies. Ce type d'examen peut également permettre de contrôler la bonne délivrance d'un traitement lors d'interventions invasives ou dans le cadre des traitements par radiothérapie. 
L'industrie fait également appel à cette technique pour contrôler la qualité des pièces produites, lors de contrôles non destructifs, en particulier des pièces de fonderie.
La radiographie possède un grand nombre d'autres applications, notamment l'imagerie radioscopique de sûreté dans le domaine de la sûreté aéroportuaire, dans les contrôles douaniers ou encore la radioscopie de sûreté dans l'analyse du contrôle de la correspondance. L'archéologie ou l'histoire de l'art utilise la radioscopie pour contrôler des œuvres d'art (différentes couches de peintures sur les toiles), ou l'intérieur d'un contenant sans avoir à l'ouvrir.

## Exposition médicale
| Nom de l'acte radiographique               | Nombre moyen de clichés par acte | Produit dose surface moyen par acte (mGy.cm2) | Dose efficace moyenne par acte (mSv) |
| Radiographie du thorax                     | 1,2                              | 280                                           | 0,05                                 |
| Radiographie de l'abdomen sans préparation | 1,4                              | 4 517                                         | 1,1                                  |
| Radiographies du rachis lombaire           | 2,7                              | 11 221                                        | 2,0                                  |
| Radiographie du bassin                     | 1,2                              | 4 048                                         | 0,75                                 |
| Radiographie de la hanche                  | 1,8                              | 2 341                                         | 0,20                                 |

Ces résultats sont à comparer avec l'exposition moyenne de la population française qui est de 3,7 mSv par an, dont 2,4 mSv proviennent de l'exposition naturelle, 1,3 mSv provient des examens médicaux et environ 0,03 mSv est lié aux rejets des centrales et aux essais nucléaires.
Une étude de l'IRSN réalisée en 2012 sur un échantillon de 600 000 personnes dont 44% ont bénéficié d'au moins un acte d'imagerie montre que 70 % d'entre eux ont reçu moins d'1 mSv, 18% entre 1 et 10 mSv, 11% entre 10 et 50 mSv et 1% plus de 50 mSv.

## Recyclage des radiographies
Les radiographies devenues inutiles ou de personnes décédées faites par des procédés argentiques contiennent des sels d'argent toxiques (environ 10 kg d'argent par tonne d'images). Les radiographies numériques n'en contiennent pas ou en contiennent peu, mais peuvent également être recyclées. En France, les centres de radiologie, les pharmacies et les déchetteries doivent accepter de les récupérer pour les envoyer vers une filière spécialisée de retraitement (Rhône-Alpes argent, Recycl-M et certaines ONG, tel l'ordre souverain de Malte, en extraient l'argent). Une fois l'argent extrait, la matière plastique en est recyclée ou fait éventuellement l'objet d'une valorisation thermique.
À partir des années 1950 en Union soviétique, la censure contre les vinyles occidentaux conduit les stiliaguis (« zazous » soviétiques) à utiliser des radiographies pour fabriquer des disques souples sur lesquels est enregistrée de la musique occidentale (jazz, rock) à l'aide de phonographes,. Ces supports sont nommés « ryobra » (en russe, рёбра, « os »), ou roentgenizdat (en russe, рентгениздат, « publication aux rayons X »).

## Éthiques en Radiographie
L'éthique est essentielle à une bonne pratique de la radiographie pour développer des normes de professionnalisme. Les radiographes et les technologues en radiologie doivent développer et maintenir une conscience suffisante des éléments clés des lois et des règlements qui affectent leurs patients et leurs pratiques. La loi ne justifie pas toujours les exigences positives, c'est ce que fait l'éthique professionnelle en se basant sur des principes d'où émergent des exigences positives.

### Exigences à l'égard des patients
L'intérêt supérieur du patient doit être primordial.
- Effectuer uniquement les procédures pour lesquelles le radiographe/technicien en radiologie a acquis des compétences.
- Préconiser les soins les plus appropriés pour les patients.
- Le pouvoir confié au radiographe/technicien en radiologie ne doit pas être maltraité.
- Les préjugés personnels ne doivent pas affecter les relations professionnelles.
- Pratiquer les principes de justification, d'optimisation et ALARA.
- Respecter et maintenir la vie privée et la confidentialité des patients à tout moment.
- Faciliter et soutenir les consentements libres et éclairés des patients, des familles ou des soignants, y compris les décisions de refus ou de retrait de l'imagerie et/ou du traitement.
- Veiller à ce que le principe du consentement éclairé soit respecté tout au long de l'expérience du patient.
- Traiter tous les individus avec respect et dignité, en fournissant des soins indépendamment de la race, de l'origine nationale ou ethnique, de la couleur, du sexe, de l'orientation sexuelle, de l'appartenance religieuse ou politique, de l'âge, du type de maladie, de la capacité mentale ou physique.
- Éduquer les patients, les familles et les soignants en leur fournissant des informations qui peuvent être comprises et utilisées pour prendre des décisions éclairées concernant leurs soins.
- Répondre aux questions du patient et de sa famille de manière complète et honnête dans les limites des connaissances, de l'autorité et de la responsabilité du radiographe/technicien en radiologie. Le radiographe/technicien en radiologie peut être amené à rechercher des informations supplémentaires ou à orienter le patient vers le prestataire de soins de santé le plus approprié.
- Respecter les droits des patients.
- Collaborer et consulter les patients, les décideurs appropriés et les prestataires de soins de santé pour faciliter les soins optimaux aux patients.
- Maintenir une connaissance actualisée des normes de sécurité relatives à la pratique du radiographe/technicien en radiologie et effectuer toutes les procédures et tous les examens dans le respect de ces normes.
- Intervenir en cas d'abus ou de pratiques dangereuses, incompétentes ou contraires à l'éthique.

### Exigences à l'égard des professionnels de la santé
- Respecter les autres professionnels de la santé.
- S'abstenir de faire des commentaires non fondés sur les collègues et l'institution aux patients ou à d'autres personnes.

### Exigences à l'égard de la société
- Respecter tous les droits de l'homme.
- Traiter les rayonnements de manière responsable ; être guidé par le principe ALARA.
- Traiter tous les individus avec respect, dignité et sans discrimination, en fournissant des soins indépendamment de la race, de la culture, de l'origine nationale, sociale ou ethnique, de la couleur, du sexe, de la situation matrimoniale et familiale, de l'orientation sexuelle, de l'appartenance religieuse ou politique, de la langue, de l'âge, du type de maladie, les capacités mentales ou physiques.

### Exigences relatives à l'environnement
- Limiter l'exposition inutile aux rayonnements.
- Protéger l'environnement en veillant à l'élimination correcte des déchets médicaux.
- Garantir un environnement sûr et prendre des mesures pour minimiser l'exposition aux risques potentiels (par exemple, exposition aux radiations, champs magnétiques puissants, risque d'infection).

### Exigences envers soi-même
- Exercer professionnellement. Maintenir le statut professionnel de la profession.
- Améliorer les normes professionnelles à l'aide d'une documentation fondée sur des preuves et liée au développement professionnel continu (DPC). Développer son rôle professionnel grâce à une éducation et une formation appropriées.
- S'engager dans l'apprentissage tout au long de la vie pour maintenir un niveau constant de compétence dans les disciplines de la pratique.
- Se tenir au courant des tendances en matière de radiographie et de technologie radiologique, en fondant les choix de pratique sur des données probantes et en appliquant ces connaissances aux environnements cliniques et de recherche, le cas échéant.
- Aspirer à un niveau élevé d'efficacité professionnelle à tout moment.
- Maintenir et améliorer son bien-être personnel et ne jamais s'acquitter de ses responsabilités sous l'influence de substances ou d'un état quelconque susceptible de nuire à la qualité ou à la sécurité des soins.
- Assumer la responsabilité de ses actes et décisions professionnels, y compris de ses erreurs.
- S'assurer que toutes les déclarations orales et écrites sont véridiques, claires et concises.
- S'assurer que toutes les activités professionnelles sont appropriées et ne constituent pas un conflit d'intérêts.
- Défendre la profession en menant toutes les activités professionnelles d'une manière qui maintienne la confiance du public.
- Utiliser les mécanismes professionnels, institutionnels ou réglementaires appropriés pour intervenir lorsqu'ils sont témoins d'abus ou de pratiques dangereuses, incompétentes ou contraires à l'éthique, tout en soutenant les collègues qui informent de manière appropriée les autorités compétentes.
- Promouvoir une culture de la recherche dans le domaine de la radiographie qui améliorera la qualité des recommandations fondées sur des preuves à l'avenir. La confidentialité et le consentement éclairé doivent être évidents dans les recherches portant sur les patients et/ou leurs dossiers.
- Agir conformément à la loi en ce qui concerne le maintien de l'enregistrement ou de l'autorisation d'exercer.

Il serait impossible de créer des lignes directrices qui couvriraient toutes les situations réelles possibles. Le radiographe/technicien en radiologie a besoin d'un raisonnement éthique pour s'orienter dans ses actions quotidiennes sur la base de directives éthiques professionnelles.